# Noel Hunt
Noel Hunt est un footballeur irlandais né le 26 décembre 1982 à Waterford avant de devenir entraîneur.
Hunt commence sa carrière dans l'équipe junior de Waterford United. À 18 ans, il est prêté une année au club irlandais de Shamrock Rovers avec lequel il fait ses débuts dans le Championnat d'Irlande de football en octobre 2001.
Il s'en va ensuite en Écosse avant de rejoindre l'Angleterre et le club du Reading FC en 2008, club avec lequel il va connaître la Premier League lors de la saison 2012-2013.
Arrivé en fin de contrat, il signe en faveur de Leeds United un contrat de deux ans le 3 juillet 2013. Début décembre 2014, il est prêté à Ipswich. Le 8 janvier 2015 il rejoint Ipswich d'une manière permanente.
Le 4 août 2016, il s'engage avec Portsmouth pour une saison.
Le 3 août 2017, il s'engage avec Wigan Athletic pour une saison.

## Palmarès
Reading
- Championship (D2)
  - Champion : 2012

Portsmouth
- Football League Two (D4 anglaise)
  - Champion : 2017.

Wigan
- Football League One (D3)
  - Champion : 2018.